# Jakub Kania
Jakub Kania (16. prosinec 1990, Československo) je český hokejista. Hraje na postu obránce.

## Hráčská kariéra
- 2003/2004 HC Oceláři Třinec (E) – dorostenec
- 2004/2005 HC Oceláři Třinec (E) – dorostenec
- 2005/2006 HC Oceláři Třinec (E) – dorostenec
- 2006/2007 HC Oceláři Třinec (E) – junior
- 2007/2008 HC Oceláři Třinec (E) – junior
- 2008/2009 HC Oceláři Třinec (E) – junior, HC VOKD Poruba (1. liga)
- 2009/2010 HC Oceláři Třinec (E), SK Horácká Slavia Třebíč (1. liga)
- 2010/2011 HC Oceláři Třinec (E), Orli Znojmo (1. liga), SK Horácká Slavia Třebíč (1. liga)
- 2011/2012 HC Oceláři Třinec (E), SK Horácká Slavia Třebíč (1. liga)
- 2012/2013 HC Oceláři Třinec (E), Královští lvi Hradec Králové (1. liga)
- 2013/2014 HC Oceláři Třinec (E)
- 2014/2015 Rytíři Kladno (1. liga)